# Peppe Celentano
Peppe Celentano (Napoli, 9 febbraio 1955) è un attore teatrale, drammaturgo e regista teatrale italiano.

## Biografia
Autore di molte opere, impegnato anche nel sociale, fra i suoi testi teatrali vi è Ladridisogni, scritto con Vincenzo De Falco, spettacolo dedicato al giornalista de Il Mattino Giancarlo Siani, ucciso dalla camorra nel settembre del 1985 e a tutte le vittima innocenti della criminalità organizzata napoletana. Il testo, vincitore del premio Girulà del 2006 e di numerosi altri riconoscimenti, si prefigge l'obbiettivo di far conoscere e riconoscere quegli errori che sono parte della storia recente e remota della città di Napoli.
Un altro testo teatrale scritto e diretto dallo stesso Celentano, Ritrovarsi, è invece ispirato al romanzo di Fred Uhlmann L'amico ritrovato, rivisitato in chiave partenopea.
Rappresentati entrambi al Teatro Diana di Napoli, nelle ultime stagioni 2005-2006 e 2006-2007, i due testi Ladri di sogni e Ritrovarsi, si sono imposti ad un vasto pubblico di giovani spettatori, risultando secondo la classifica Agis, primi in Italia tra quelli per l'infanzia.
Attore teatrale di grande esperienza, Celentano ha lavorato fra gli altri, con Nello Mascia, Carlo Cerciello, Fortunato Calvino. Dal 1999 al 2001 è stato direttore artistico del teatro Il pozzo e il pendolo di Napoli e fondatore della prima Stabile del Giallo del capoluogo campano.
Tra i lavori allestiti, tutti adattati interattivamente, i grandi classici di Agatha Christie: Trappola per topi, L'ospite inatteso, Assassinio sull'Orient Express ed altri ancora.
Dirige poi uno spettacolo tratto dal testo di Oscar Wilde Il fantasma di Canterville al museo Filangieri di Napoli.
Nella stagione 2003-2004 ha allestito a Palazzo Doria d'Angri la rassegna Il teatro d'epoca, realizzando le messe in scena, rivisitate in chiave interattiva, de La locandiera di Carlo Goldoni, Il Tartufo di Molière ed altri spettacoli in costume.
Ha recitato anche in televisione con La squadra, Carabinieri, Un posto al sole estate (nel ruolo dell'ispettore Vittorio Colizzi) e in altre serie tv.
Nella stagione 2007-2008 un musical scritto da lui ed ispirato alla vita del calciatore Fabio Cannavaro, lo vede impegnato oltre che come autore ancora una volta come attore e regista.
Nella stagione 2008-2009 scrive con la collaborazione di Gianpiero Mirra e mette in scena firmandone anche la regia, un nuovo testo teatrale intitolato Al di là del muro, nel quale tratta ancora una volta un tema sociale come quello dell'integrazione razziale. Nella stessa stagione firma regia e adattamento teatrale del libro scritto da Pasquale Ferri L'odore dei miei ricordi, sul delicato tema della pedofilia.
Nell'aprile 2009, Celentano mette in scena un altro dei suoi testi, di cui cura anche la regia: Miracolo a Pontida, nel quale narra le vicende di una famiglia di napoletani trapiantati al nord.
Nella stagione 2009-2010 realizza La strada dentro di me prodotto dal teatro Diana. Lo spettacolo sottolinea la crescente difficoltà del mondo giovanile verso le regole e il vivere comune.
Nel 2010-2011 in occasione dei 110 anni dalla nascita di Eduardo De Filippo gli viene affidata la regia di Napoli milionaria. L'allestimento riscuote un eccellente riscontro tra le scolaresche a cui è rivolto.
Dal 2006 Peppe Celentano dirige l'accademia teatrale del Teatro delle Palme di Napoli.
Uno tra gli ultimi libri tra sua produzione letteraria è sicuramente Generazione Zero.
| Controllo di autorità | VIAF (EN) 90106145 · ISNI (EN) 0000 0004 1968 5660 · SBN BVEV150726 |